# アイドリング!!!
『アイドリング!!!』は、フジテレビのCS放送および地上波にて、通算1300回以上放送されたバラエティ番組。
オリジナルはCS放送で、2006年10月30日の放送開始時から2009年3月まではフジテレビ721（現フジテレビTWO ドラマ・アニメ）で放送され、同チャンネル初の帯番組であったが、CS放送のチャンネル再編に伴い、2009年4月よりフジテレビONE（現フジテレビONE スポーツ・バラエティ）で放送していた。
2015年4月3日より、番組名が『アイドリング!!! 10年目の明日ング!!!（アイドリングじゅうねんめのあしたング）』となったが、放送回数は通算されている。
一方、地上波で放送されていた『アイドリング!!!』は、2010年10月に『アイドリング!!!日記（アイドリングにっき）』より改題されたもので、CS放送のダイジェスト版的な位置付けである。この地上波版、および2008年7月から8月にかけてCSで放送された『アイドリング!!!冒険王ング（アイドリングぼうけんおうング）』についても記載する。
なお、正式名称は「アイドリング!!!」（「感嘆符」が3連）であり、「アイドリング!」や「アイドリング!!」は誤表記。

## 概要
フジテレビでは、動画配信など、様々なメディア展開を前提としてあらかじめ権利関係を整備し、通信での利用形態を模索した「デジタルメディア横断プロジェクト」を立ち上げたが、その第一弾が当番組である。
2006年の放送開始から2013年6月までプロデューサーを務めた門澤清太によると、インターネットを利用して番組を視聴する中心層として20代男性を想定、フジテレビがその層に向けて訴求するには、かつてのおニャン子クラブのイメージもあってアイドルが適当だろうということで、アイドル番組を作ろうという話になったという。2006年の第1回放送からハイビジョン収録されている（そのため、1期で番組卒業となるメンバーを特集する過去のVTRはハイビジョン画質で放送される）。フジテレビCSのハイビジョン放送は2008年4月より開始された。
制作局がフジテレビ、夕方の帯での放送（番組開始時）、番号制の導入など、1980年代に一世風靡した『夕やけニャンニャン』を彷彿とさせるものが端々に現れている。また、番組はいわゆる撮って出しのため、生放送に近い臨場感があるのも大きな特徴である。
なお、番組開始当初は、「フジテレビバラエティ制作チームが総力を挙げてプロデュースするアイドル番組」とされ、そのことはゼネラルプロデューサーの吉田正樹、チーフプロデューサーの神原孝（2013年1月より制作としてクレジット、門澤の後任総合プロデューサー）、宮道治朗（2014年7月より2015年7月まで制作としてクレジット）、石井浩二（2015年8月以降制作としてクレジット）、佐々木将など、他番組で実績をあげているスタッフを揃え、『アイドリング!!!』の番組宣伝やアイドリング!!!メンバーが他番組に出演した場合にも「フジテレビの総力をあげて」、「フジテレビがもっとも力を入れている番組」と紹介されることが多かった。
しかし、2013年1月2日放送「アイドリング!!!2013 新春だよ今年の運勢占いング!!!SP」で、6号・外岡えりかが今年の抱負として「今年こそフジテレビイチ押しアイドルグループになることです」と発言し、それを受けたMCのバカリズム（升野英知、以下番組中の呼称に合わせて「升野」）も「最初それでスタートしたから…」と呟いているように、近年はフジテレビ全体としてアイドリング!!!を推そうという動きはなく、むしろピンとしてブレイクした升野や16号・菊地亜美が『HEY!HEY!HEY!』に出演した際には、「ブレイクしない」、「業界受けゼロ」などといったネガティブな面をアピールしていた。

### 番組名の由来
番組名およびグループ名の「アイドリング!!! (Idoling!!!)」は、「アイドル (Idol)」を「進行形 (〜ing)」にした造語であり、技術用語の「アイドリング (Idling)」と掛けられている。
この番組は、「現在進行形で成長する女の子達（=アイドリング (Idol + ing)」にいろんな経験を積んで一人前になってもらうことを目的とした『ならし運転』の番組」であり、番組開始当初にはMCの女性アナウンサーがオープニングでその旨をアナウンスしていたが、2013年4月時点では「アイドルとして現在進行形で成長しているアイドリングな女の子たちの番組です」とアナウンスしており、「ならし運転」という表現はテロップにのみ残っていた。
なお、3号・遠藤舞や8号・フォンチーの発言によると、番組の立ち上げ時点のコンセプトは、1期生9人がライバル同士となって戦っていき、1番に勝った（売れた）人がCDデビューするもので、「アイドル (Idol)」が戦う「リング (ring)」という意味合いがあったとのこと。しかし、1期生9人の仲が良すぎたため、路線変更してアイドルグループにすることになったという。

### 特徴

#### 放送期間
過去フジテレビが手掛けたアイドルグループには、おニャン子クラブの他にチェキッ娘などがあるが、これらのグループが1-2年と短命に終わっているのに対し、アイドリング!!!の場合は2013年5月24日で放送1000回に達し、放送終了の2015年10月31日時点では放送開始から9年と1日、放送回数は1303回（ただし、過去欠番になっている回がある一方、放送回にはカウントされない特番も多数あり）と、当時現存していたアイドル番組としては最長寿番組であった。かつて番組にゲスト出演した渡辺政次（日本テレビディレクター）もそのことに言及し、「アイドル番組では稀なこと」と語っている。
アイドリング!!!も2007年2月の段階では「1年半は続ける予定だが、権利者との間で半年ごとに見直しを行う」とされていた。出演者はさらに短い期間で終わると聞かされており、升野や遠藤は当時働いていたアルバイト先（升野はカラオケボックス、遠藤は寿司屋）の籍を抜かずにおいていたと語っている。
しかし、門澤は、「一瞬ブレイクして消えてしまうよりは、長く続けることでメンバー達が女優やタレントとしてテレビ界に利益を還元してくれる方がよい」と雑誌のインタビューで語っているように、メンバーをアイドルとして大ブレイクさせるよりは、番組を継続させることでメンバーが成長する場を存続させることが重要と考え、その結果が長寿番組につながったともいえる。

#### 企画
プロデューサーの門澤、初代総合演出の塩谷亮とも、元々バラエティ畑でアイドルや音楽番組とは無縁であった。升野も朝日新聞の連載で「正直なところ僕もスタッフもアイドルに疎いため、誰も彼女たちをかわいく見せようという気がない」と語っている。
そのため、放送開始当初から芸人顔負けの体を張るような企画が多く、パイ投げや体重測定の罰ゲームにも果敢に挑戦する中で、遂にはメンバー自らが「アイドリング!!!はアイドル育成番組では無い」「私たちは笑われるアイドル」と公言するようになった。これはシングル「「職業:アイドル。」」の中でも歌われている。番組開始からしばらくは、MCの升野およびアナウンサー陣は「アイドリング!!!は品のある番組」などと事あるごとに付け加えていた。だが、次第に升野が下ネタなど際どい発言をするようになり、森本さやかが「アイドル番組です!」とやんわり制止することもあった。

#### 進行
スタジオ収録時は原則として升野とアナウンサーの2人で進行。ただし、企画によっては、アイドリング!!!メンバーが進行やアシスタントを務め、升野やアナウンサーはメンバーと一緒の席に座ることもあった。
升野や森本、斉藤舞子はライブにも登場することもあり、登場時にはしばしばメンバーより大きな声援を受ける。進行のみならず歌を披露（升野が参加しているアルバム収録曲の他、11th・12th（昼の部のみ）ライブでは森本がBOØWYの「NO. NEW YORK」、13th・15thライブでは升野がオリジナル曲の「AVを観た本数は経験人数にいれてもいい〜僕は1000人斬り〜」を歌唱）することもある。
升野は2010年5月に開催された8thライブ以降、しばらくライブには一切出演していなかったが2013年12月に開催された13thライブで久しぶりに出演した。2014年11月に開催された14thライブには出演していないが、その日の夜に行われた菊地亜美卒業ライブには出演している。
升野は進行の際も基本的に丁寧口調であり、番組開始時から2007年3月頃まではメンバーの苗字を呼び捨てで呼んでいた時期があるが、それ以降、原則としてメンバーを「苗字+さん付け」で呼ぶなど、必要以上にメンバーと馴れ馴れしくしておらず、他のアイドル番組のMCとは一線を画している。アナウンサー陣も同様だが、升野よりは愛称や「名前+ちゃん」を使うことが多かった。
例外として、4号・江渡万里彩は「江渡ちゃん」、11号・森田涼花は「すぅちゃん」、18号・ミシェル未来は「ミシェルさん」（芸名に苗字がない）、21号・橋本楓は「かえでちゃん」（そのため、後で加入した妹の33号・橋本瑠果が「橋本さん」と呼ばれる）、35号・佐藤ミケーラ倭子は「ミケーラさん」（同姓の34号・佐藤麗奈と区別するため）と呼ばれていた。また、1号・加藤沙耶香（「さやねぇ」）、2号・小泉瑠美（「ズミさん」）、遠藤（「まいぷる」）、5号・滝口ミラ（「ミラっちょ」）、14号・酒井瞳（「さかっち」）、28号・石田佳蓮（「石田氏」）のように愛称で呼ばれたり、フォンチーのように呼び捨てで呼ばれる機会が多いメンバーも存在した。
一方で、升野はメンバーやアナウンサーからは芸名の「バカリズム（さん）」ではなく、本名の「升野さん」と呼ばれることが多かった。自己紹介の際には「バカリズム升野です」とコメント、テロップは「バカリズム（升野英知）」と表記される。
ちなみに、門澤が升野を番組MCとして選んだ理由として、「女の子としてのアイドリング!!!に全く興味がない」ということを挙げている。升野自身も「（メンバーいじりについて）異性として性的な興味がなく接していればなんでもアリだと思うが、性的な興味がある時点で何をやってもダメだ」と語っており、升野と菊地との対談では、菊地は「アイドリング!!!メンバーは誰一人として（升野の）連絡先を教えてもらったことがない」と発言している。
また升野が多忙なため、代理MCもしくは森本が1人で進行する回も多かった。2012年の夏の石垣島ロケでは東京で仕事があり、ロケに参加できない升野に代わって濱口優（よゐこ）が、2013年のハワイロケではトミドコロが代理でMCを務めた。

### クロスメディア
この番組は、「デジタルメディア横断プロジェクト」として初のネット配信番組ということもあり、フジテレビCS放送やフジテレビ On Demandを管轄するコンテンツ事業局（旧デジタルコンテンツ局→クリエイティブ事業局→総合メディア開発）が新規事業参入をアピールする際に番組、もしくはアイドリング!!!メンバーが起用されるケースが多かった。
- 2010年11月24日には、フジテレビが海外で番組配信事業を開始（日本のテレビ局では初）するにあたり、その第1弾として『アイドリング!!!』が選ばれ、台湾での番組配信が開始されている。
- 2011年7月には、2012年4月に放送開始を控えた「モバキャス」（携帯端末向けマルチメディア放送）応援サポーターに就任している（モバキャスを推進するmmbiはフジテレビが設立に関わり、2010年10月の『CEATEC JAPAN 2010』でもアイドリング!!!を起用している）。
- 2012年4月には、フジテレビとYouTubeとの提携が発表されたが、アイドリング!!!もフジテレビの公式チャンネルのひとつとして採用。記者会見にはクリエイティブ事業局長であった大多亮とともにメンバーも出席した。

ライツ事業部長の神原が総合プロデューサーに就任してから、2014年FCCに異動するまでは、フジテレビが主催するイベントのイメージソングにアイドリング!!!や派生ユニットであるNEO fromアイドリング!!!の曲が起用されるケースもあった（『冬フェス2013-14 〜5539フジテレビ〜』は「寒い夜だから…」、「24/7 Pleasure Island お台場『春フェス2014　5539フジテレビ』」は「Sakuraホライズン」、「キュピ♥」）。

#### オンデマンド配信
「デジタルメディア横断プロジェクト」であるこの番組の特徴の1つは、CS放送での本放送・再放送の他にフジテレビ On Demandでも視聴可能なところである。オンデマンド版の内容は、基本的にはCS放送（配信時間27分）と同じだが、普段は3-4分程度、長い場合で5-10分程度まで延長されて、本放送に収まりきらなかった部分や、収録終了後のちょっとしたフリートークなどの様子も含めて配信されている。その他にも、オンデマンド配信の月額コース会員限定で、CSの本放送では放送されないアイドリング!!!オリジナル楽曲のレコーディングドキュメントや、フジテレビ721で放送された『アイドリング!!!3時間スペシャル〜最強麻雀クイーン決定戦〜』などを期間限定で配信したりしている。また、有料で開催されたライブ（コンサート）についても、本放送とは別課金で配信が行われている。
2008年6月からお試し無料配信を行っており、過去に放送したもの1本を週替わりで配信している（毎週月曜日25:00または26:00更新）。

#### YouTube配信
先述の通り、YouTubeアカウント「idolingch」にて、累計1000本以上（2013年3月時点）という日本のテレビ番組としては非常に積極的な公式動画配信を行っている。内容をアカウントが設定した再生リスト毎に大別すると、ミュージックビデオやライブ映像といった楽曲に関連した『Music Video』、『Music Live』や、収録や移動時間の合間に短時間撮影される『日刊アイドリング!!!』、このアカウントのために撮影された企画映像を分割して毎週配信する『週刊アイドリング!!!』、オンデマンドパートを含む番組本編をダイジェスト編集した『アイドリング!!!コレクション』がある。『アイドリング!!!コレクション』は配信以降過去の放送を遡っていく形式が取られており、2013年1月の『再会の日SP』放送以降は現役メンバーより卒業メンバーの方が多い1期生時代の放送が配信されている。
12thライブでは、一般ユーザーによる一部楽曲の公演中の撮影と動画アップロードを許諾した。

#### アイドリング!!!×ARG『Mのスマイルゼリー研究所』
日本のテレビ番組では初めてとなる代替現実ゲーム(ARG)を本格展開し、メンバーやバカリズムが登場人物を演じた。この進行には、専用の公式サイト及び登場人物としてメンバーが綴ったブログ、Twitterアカウント、地上波放送の専用パート（地上波版はフジテレビONE スポーツ・バラエティでも放送されているが、このコーナーのみ放送されなかった）が用いられた。

## アイドリング!!!の卒業・番組の終了
2015年2月28日付の日刊スポーツでアイドリング!!!の放送終了、およびグループ解散がリークされた際には、2015年9月に番組終了と報道されたが、同年4月5日に行われた『アイドリング!!!FES』開演前に神原がファンに向けて行った挨拶で、「（リーク通り）9月末で放送終了との話もあったが、10年目に足跡を残したいとの思いがあり、放送終了を（9周年を迎えた翌日の）10月31日に延ばしてもらった」旨の発言があった。

### 10年目の明日ング!!! The 10th year for Tomorrow"ing"!!!
2015年4月3日、「緊急生放送！アイドリング!!!から大切なお知らせがありますング!!!」と銘打った第1235放送回において、同年10月31日付けをもっての番組終了が公表された。
また、本放送回より番組名が『アイドリング!!! 10年目の明日ング!!!』にマイナーチェンジされ、卒業に向けて今後番組内で様々な企画が行われることも明かされた。
そして、予定通り10月31日に特番『アイドリング!!!最終回 全員卒業』を、フジテレビ球体から生放送し番組は終了。9年の放送に幕を降ろした。

## 出演

### アイドリング!!!
| 1期生（2006年10月30日加入） - 6号 外岡えりか - 9号 横山ルリカ             | 2期生（2008年4月7日加入） - 12号 河村唯 - 14号 酒井瞳 - 15号 朝日奈央 - 17号 三宅ひとみ | 3期生（2009年4月6日加入） - 19号 橘ゆりか - 20号 大川藍 - 21号 橋本楓                                                |
| 4期生（2010年4月1日加入） - 22号 倉田瑠夏 - 26号 尾島知佳                 | 5期生（2012年4月4日加入） - 27号 高橋胡桃 - 28号 石田佳蓮 - 29号 玉川来夢               | NEO期生（2013年7月28日加入） - 31号 古橋舞悠 - 32号 関谷真由 - 33号 橋本瑠果 - 34号 佐藤麗奈 - 35号 佐藤ミケーラ倭子 |
| 7期生（2015年6月5日加入） - 36号 朝日るな - 37号 橋本夏希 - 38号 酒井芳子 |                                                                                         | |

メンバー出演状況
まず基本前提として、他の芸能活動、学業、体調不良などの都合で、メンバーが収録に参加しない場合がある。
番組開始〜NEO期生加入まで
番組開始当初は、メンバー全員出演が通常であった。2期生加入後の2か月程は、期で分ける曜日があったが、2008年6月からは、全メンバーから期の区別無く出演している。時折、全員出演回もあれば、2期生8人に1期生1人を加えた9人という極端な組み合わせにする事もあった。以降合同企画を除き、日替わりの変動する組み合わせで6、7人から10数人が出演。メンバー個別に見れば、隔週に2-3回出演とすることが多かった。4期・5期生加入頃は全員出演を基本線に、企画の主旨や都合によって流動的な出演人数となり、年長・年少組に分ける事もあれば、4期生と5期生のみ（「全員正解いただきますクイズ」、「学級会ング!!!」、「「見えない」企画を4期生と5期生に任せてみよう」）、3期生・4期生・5期生のみ（「生ファン様リクエスト」）、4期生・5期生プラス先輩1人（「番組の中でただで注射できればいいじゃん!予防接種ング!!!」（朝日）、「ひぃちゃんバンバン!!!」（三宅））という回もある。NEO期加入後は、収録に参加しているメンバー全員での出演回が多くなっている。
番組収録チーム分け以降〜
2014年4月、番組サイドからチーム分けのアナウンスがあり、以下の通りとなった。通常回の番組収録は合同企画を除き基本的に、この2チームに分けて行われている。ただし実験的な導入の為、永続するかは今後の結果によるとしていた。そして同年夏を過ぎた頃から、チーム分け収録の割合が数える程になり、卒業者も増えている事から2チーム体制は形骸化している。
アイドリング!!! 6
- 外岡えりか（チームリーダー）・(長野せりな)・酒井瞳・朝日奈央・橘ゆりか・大川藍・橋本楓・倉田瑠夏・石田佳蓮・関谷真由・橋本瑠果・佐藤麗奈

アイドリング!!! 9
- 横山ルリカ（チームリーダー）・河村唯・(菊地亜美)・三宅ひとみ・(伊藤祐奈)・(後藤郁)・尾島知佳・高橋胡桃・玉川来夢・(清久レイア)・古橋舞悠・佐藤ミケーラ倭子・朝日るな・橋本夏希・酒井芳子

※メンバーは企画当初のもの。カッコ内の人物は、その後の卒業者。太字は2015年度追加メンバー。

### MC
総合司会
- バカリズム（升野英知）（2006年10月30日 - 2015年10月31日）

フジテレビアナウンサー
- 森本さやか（2006年10月30日 - 2015年10月31日）
- 戸部洋子（2014年4月5・18・22日、5月8・20・26・28日、11月14・28日、12月8・12日、2015年1月 - 10月）[16]

上記2人のローテーションによる不定期出演。上記2人が仕事などで担当できない場合は、下記のアナウンサーが担当する場合がある。1収録5回（2週間分）を2人で担当し、それぞれ2-3回ずつ出演することが多いが、1人が4-5回連続で出演することもある。後述の「品はちライブ」「ニコはちライブ」放送回は、MC陣の出演はない。
- 升野は年々多忙になりスケジュールの都合がつかなくなってきたため、2010年頃からスタジオ収録以外には参加しない回数が多くなった。

### その他
フジテレビアナウンサー
過去のレギュラー出演者
降板後も、ワンポイント的に復帰する場合がある。
- 斉藤舞子（2006年10月 - 2014年12月）

降板した担当アナウンサーの中では、最も長期間MCを担当し、アナウンサーとしては唯一送別企画が組まれた。最終回の冒頭VTRのナレーションも担当した。
- 石本沙織（2006年10月 - 2007年9月、2010年2月16日、3月2日・16日・18日）
- 遠藤玲子（2008年4月 - 2009年3月、2009年8月24日、9月7日）
- 生野陽子（2007年8月13日・14日、2008年4月 - 2009年3月）
- 細貝沙羅（2011年4月 - 2011年12月 、過去に2010年10月15日「イーソーシリトリ!!!」ゲスト、2011年2月21日・3月3日「バカリズムは誰だ!?」代理MC[注 7]、2010年11月8日・11月22日、2011年1月20日・2月23日、MC担当）

過去のワンポイント出演者
- 伊藤利尋（2006年12月11日、2007年1月15日、同年7月23日「ネプリーグごっこ」進行役）
- 中村仁美（2007年3月21日と翌22日、同年6月29日「ヘキサゴンごっこ」進行役。また2007年5月28日から5月30日と同年12月5日から12月7日ではMCも担当）
- 牧原俊幸（中村仁美と同日の「ヘキサゴンごっこ」出題ナレーター、2007年6月6日「海外取材ング結果報告!!!」「お土産ング!!!」ナレーター、2012年7月5日「オヤジキラー選手権」出演）
- 長谷川豊[注 8]（2008年2月15日、同年3月4日「炎の3番勝負」リングアナ、2008年8月17日「真夏の3番勝負（Round 2）」進行、2009年6月11日・6月23日・7月21日・9月15日「クイズ!年の差なんてごっこ」進行役、2009年9月23日・25日・29日「最強麻雀アイドリング!!!決定戦」実況アナ、2009年6月27日「はちたまライブVol.2」・2009年7月21日「はちたまライブVol.3」・2009年10月31日「はちたまライブVol.5」進行、2009年9月22日・23日6thライブ「やーっ!おーっ!!ング!!!」、2010年1月24日7thライブ「人生=修行ナリング!!!」、2010年8月24日アイドルグループ紹介アナ、アイドリング!!!日記ナレーター（不定期、2009年9月まで））
- 中村光宏（2008年5月15日「ミステリーポケット」出題者、2008年8月10日「真夏の3番勝負」進行）
- 加藤綾子（2009年8月18日・8月20日、お台場合衆国SP MC担当）
- 松村未央（2009年12月8日、2010年2月12日「もしもアイドリング!!!を恋人にするなら」の現場リポーターとして出演）
- 山﨑夕貴（2010年10月15日「イーソーシリトリ!!!」ゲスト）
- 三田友梨佳（2011年11月17日「バカリズムは誰だ!?」代理MC、2011年11月11日・21日・23日・25日、2012年1月13日と2011年11月26日「5周年記念ライブング!!!」、2012年2月14日「バレンタインデーング!!!」MC担当）
- 竹内友佳（2013年5月22・24・30日）

これ以外にも「イーソーシリトリ!!!」や「ようこそ先輩!!!」の芸能人ゲスト、「マニアイドル!!!」の講師などレギュラー出演陣以外の出演者も多く、また制作スタッフが頻繁に登場（後述）するのが特徴である。

### ゲスト
初登場日順、CSでの放送日。ただし、斜字は地上波でのみ放送された地上波の放送日。名前・所属等は出演当時のもの。
| ゲスト                              | 出演日                              | 企画 |
| ----------------------------------- | ----------------------------------- | --- |
| 前田健                              | 2006年12月4日                       | アイドリング!!!10号新規参入 |
| 中川翔子                            | 2007年1月6日                        | マニアイドルスペシャル・アニメ（地上波3時間15分SP） |
| 有野晋哉（よゐこ）                  | 2007年1月6日                        | マニアイドルスペシャル・テレビゲーム（地上波3時間15分SP） |
| 国生さゆり                          | 2007年1月6日                        | ようこそ先輩（地上波3時間15分SP） |
| 国生さゆり                          | 2008年2月14日                       | ようこそ先輩バレンタイン記念スペシャル |
| 国生さゆり                          | 2012年1月17日                       | さらば! 8号フォンチースペシャル!（VTR出演） |
| 生稲晃子                            | 2007年1月6日                        | ようこそ先輩（地上波3時間15分SP） |
| 城之内早苗                          | 2007年1月6日                        | ようこそ先輩（地上波3時間15分SP） |
| 興津豪乃                            | 2007年2月2日                        | 業界人ング!!! |
| 岩本勉                              | 2007年4月4日                        | ヤクルト戦始球式登板緊急企画 始球式で投げるのは誰だ!? |
| 和泉由希子                          | 2007年4月10日・17日・27日・7月28日  | マニアイドル・麻雀 |
| 三宅智子                            | 2007年4月30日                       | 大食いング!!! |
| 柳原可奈子                          | 2007年8月2日                        | イーソーシリトリ!!! |
| 夏川純                              | 2007年11月16日                      | イーソーシリトリ!!! |
| 三井麻由                            | 2007年11月16日                      | イーソーシリトリ!!! |
| 佐藤和沙                            | 2007年12月13日                      | イーソーシリトリ!!! |
| 安田美沙子                          | 2007年12月13日                      | イーソーシリトリ!!! |
| 2008年3月7日                        |                                     | イーソーシリトリ!!! |
| 池田夏希                            |                                     | イーソーシリトリ!!! |
| 2008年6月23日                       |                                     | イーソーシリトリ!!! |
| 熊田曜子                            |                                     | イーソーシリトリ!!! |
| 山本高広                            | 2008年3月17日                       | イーソーシリトリ!!! |
| 下川みくに                          | 2008年3月19日                       | ようこそ先輩!!! |
| カンニング竹山                      | 2008年5月27日                       | イーソーシリトリ!!! |
| 風香                                | 2008年6月2日                        | スーパーマニアイドル・ドロップキック |
| ザブングル                          | 2008年6月4日                        | イーソーシリトリ!!! |
| YOU                                 | 2008年6月25日・26日                 | ようこそ先輩!!! |
| 原西孝幸（FUJIWARA）                | 2007年8月29日                       | ガンバリング!!! |
| 山里亮太(南海キャンディーズ)        | 2008年8月2日                        | 冒険王ング!!! |
| 山里亮太(南海キャンディーズ)        | 2008年10月23日                      | イーソーシリトリ!!! |
| よしもとグラビアエージェンシー(YGA) | 2008年8月2日                        | 冒険王ング!!! |
| よしもとグラビアエージェンシー(YGA) | 2008年10月23日                      | イーソーシリトリ!!! |
| よしもとグラビアエージェンシー(YGA) | 2010年8月24日                       | あっち向いてパイ!!! アイドルフェスの後夜祭にやっちゃうよ No.1アイドル決定SP（谷侑加子・花乃由布莉・林沙奈恵）                                                              |
| よしもとグラビアエージェンシー(YGA) | 2012年8月10日・14日・16日・20日     | アイドル 恥ミントン No.1決定戦（谷侑加子・林沙奈恵・小泉遥） |
| バナナマン                          | 2008年9月3日                        | イーソーシリトリ!!! |
| DAD'S                               | 2008年9月24日                       | 宣伝ゲスト |
| 石神秀幸                            | 2008年10月16日・27日                | アイドリング!!!飯・チキンラーメン |
| よゐこ                              | 2008年11月13日                      | イーソーシリトリ!!! |
| よゐこ                              | 2009年1月27日                       | だるまさんが何をした?! |
| よゐこ                              | 2011年1月24日                       | 有野さんと濱口さんが作詞してくれました!ング!!! |
| ナイツ                              | 2008年12月19日                      | イーソーシリトリ!!! |
| AKB48                               | 2008年12月27日                      | イーソーシリトリ!!!（地上波倍ングSP!） |
| AKB48                               | 2009年1月13日                       | イーソーシリトリ!!! |
| AKB48                               | 2009年4月10日                       | イーソーシリトリ!!! |
| AKB48                               | 2009年4月14日                       | バツミントン |
| AKB48                               | 2009年4月16日                       | あっちむいてパイ |
| バッドボーイズ                      | 2008年12月27日                      | イーソーしりとり（地上波倍ングSP!） |
| バッドボーイズ                      | 2009年1月13日                       | イーソーシリトリ!!! |
| バッドボーイズ                      | 2009年4月10日                       | イーソーシリトリ!!! |
| バッドボーイズ                      | 2009年4月14日                       | バツミントン |
| バッドボーイズ                      | 2009年4月16日                       | あっちむいてパイ |
| 世界のナベアツ                      | 2009年2月3日                        | イーソーシリトリ!!! |
| アンガールズ                        | 2009年2月18日                       | だるまさんが何をした?! |
| アンガールズ                        | 2009年9月11日                       | イーソーシリトリ!!! |
| TIM                                 | 2009年3月6日                        | イーソーシリトリ!!! |
| 高橋ジョージ                        | 2009年4月20日                       | イーソーシリトリ!!! |
| 勢登健雄（ツィンテル）              | 2009年4月22日・24日                 | アイドリング!!!放送500回直前抜き打ち意識調査 |
| 小島涼子                            | 2009年7月7日                        | アイドリング!!!まちがい探し |
| 小島よしお                          | 2009年7月15日                       | アイドリング!!!まちがい探し |
| 小島よしお                          | 2009年7月23日                       | イーソーシリトリ!!! |
| 島田珠代                            | 2009年7月31日                       | マニアイドル・吉本新喜劇の演技 |
| チェキッ娘                          | 2009年8月10日                       | DAIBAッテキング!!! |
| 伊藤一朗(Every Little Thing)        | 2009年8月18日                       | 怒りのスイッチ |
| 出川哲朗                            | 2009年8月26日                       | アイドリング!!!まちがい探し |
| 出川哲朗                            | 2009年8月28日                       | マニアイドル・リアクション |
| ハリセンボン                        | 2009年10月23日                      | もしもアイドリング!!!に新メンバーが入ったら |
| 倉本美津留                          | 2009年11月6日                       | 業界人グ!!! |
| いとうあさこ                        | 2009年11月24日                      | 全員正解いただきますクイズ・喫茶店のメニュー |
| ゆったり感                          | 2009年12月                          | あっちむいてパイ |
| ゆったり感                          | 2010年3月16日・18日                 | あっちむいてパイ |
| ハライチ                            | 2009年12月                          | あっちむいてパイ |
| キャンパスナイターズ                | 2009年12月                          | あっちむいてパイ |
| キャンパスナイターズ                | 2010年3月16日・18日                 | あっちむいてパイ |
| 星ひとみ                            | 2010年1月5日・7日                   | 2010年運勢ランキング |
| 星ひとみ                            | 2011年1月10日                       | 発表! 2011年運勢ランキング |
| たむらようこ                        | 2010年1月11日                       | 業界人グ!!! |
| はんにゃ                            | 2010年2月10日                       | 恋人にしたいアイドリング!!! |
| フルーツポンチ                      | 2010年2月10日                       | 恋人にしたいアイドリング!!! |
| 渡辺政次                            | 2010年3月2日                        | 業界人グ!!! |
| Wコロン                             | 2010年5月14日                       | マニアイドル・なぞかけ |
| ぱすぽ☆                             | 2010年8月24日                       | あっち向いてパイ!!! アイドルフェスの後夜祭にやっちゃうよ No.1アイドル決定SP（森詩織・奥仲麻琴・安斉奈緒美）                                                                |
| SUPER☆GiRLS                         | 2010年8月24日                       | あっち向いてパイ!!! アイドルフェスの後夜祭にやっちゃうよ No.1アイドル決定SP（稼農楓・秋田恵里・八坂沙織）                                                                  |
| SUPER☆GiRLS                         | 2012年8月10日・14日・16日・20日     | アイドル 恥ミントン No.1決定戦（勝田梨乃・宮﨑理奈） |
| バニラビーンズ                      | 2010年8月24日                       | あっち向いてパイ!!! アイドルフェスの後夜祭にやっちゃうよ No.1アイドル決定SP                                                                                                |
| バニラビーンズ                      | 2012年8月10日・14日・16日・20日     | アイドル 恥ミントン No.1決定戦 |
| 風男塾                              | 2010年8月24日                       | あっち向いてパイ!!! アイドルフェスの後夜祭にやっちゃうよ No.1アイドル決定SP（武器屋桃太郎・瀬斗光黄・流原蓮次）                                                            |
| 風男塾                              | 2012年8月10日・14日・16日・20日     | アイドル 恥ミントン No.1決定戦（青明寺浦正・流原蓮次・緑川狂平・愛刃健水）                                                                                                 |
| 桂三枝                              | 2010年8月26日                       | 帰ってきたクイズ!年の差なんて |
| 麒麟                                | 2010年8月26日                       | 帰ってきたクイズ!年の差なんて |
| 京本有加（中野風女シスターズ）      | 2010年8月26日                       | 帰ってきたクイズ!年の差なんて |
| さくら学院                          | 2010年8月26日                       | 帰ってきたクイズ!年の差なんて（武藤彩未・堀内まり菜） |
| さくら学院                          | 2013年5月16日・20日                 | アイドリング!!!vsさくら学院!!ハジミントン対決!（堀内まり菜・飯田來麗・杉﨑寧々・佐藤日向・野津友那乃・田口華・大賀咲希）                                                   |
| が〜まるちょば                      | 2010年9月9日                        | マニアイドル・世界が認めたパントマイムが〜まるちょば |
| 千原ジュニア                        | 2010年11月22日                      | 業界人グ!!!（地上波2時間SP） |
| テリー伊藤                          | 2010年11月24日                      | 業界人グ!!! |
| 岳マチ子                            | 2011年2月3日                        | 予防接種ング!!! |
| 岳マチ子                            | 2011年11月25日                      | 予防接種ング!!! |
| 岳マチ子                            | 2012年11月20日                      | 予防接種ング!!! |
| 岳マチ子                            | 2013年11月21日                      | 予防接種ング!!! |
| 奥村愛子                            | 2011年5月31日                       | 東日本大震災チャリティーイベント |
| 山崎弘也(アンタッチャブル)          | 2011年7月20日・22日                 | イーソーシリトリ!!! |
| 今尾恵介                            | 2011年11月8日                       | 緊急企画！菊地さんより世界地図を書けないヤツがいるのか？ |
| 鈴木おさむ                          | 2011年12月5日・7日                  | 業界人グ!!! |
| 島田秀平                            | 2012年1月9日                        | 発表!! 2012年運勢ランキング |
| 福田彩乃                            | 2012年2月24日                       | マニアイドル!!! |
| スギちゃん                          | 2012年4月16日                       | イーソーシリトリ!!! |
| 指原莉乃（AKB48）                   | 2012年5月10日                       | アミトーーク |
| 濱口優(よゐこ)                      | 2012年7月23日・25日 31日・8月2日    | アイドリング!!!in沖縄・石垣島 |
| 千秋                                | 2012年8月6日・8日                   | 芸能界のお姉さんにお話を聞かせてもらおうング!!! |
| 千秋                                | 2012年8月28日                       | イーソーシリトリ!!! |
| AeLL.                               | 2012年8月10日・14日・16日・20日     | アイドル 恥ミントン No.1決定戦 |
| THE ポッシボー                      | 2012年8月10日・14日・16日・20日     | アイドル 恥ミントン No.1決定戦 |
| 今尾恵介                            | 2012年11月8日                       | 菊地さんより世界地図を書けないヤツがいるのか？ |
| ゲッターズ飯田                      | 2013年1月3日                        | アイドリング!!!2013新春だよ今年の運勢占いング!!!SP |
| 猫ひろし                            | 2013年1月28日・30日                 | 第1回ブルマはくね駅伝 |
| 元祖爆笑王                          | 2013年2月15日                       | 業界人グ!!! |
| 木下隆行(TKO)                       | 2013年3月15日                       | イーソーシリトリ!!! |
| 堀内健(ネプチューン)(VTR出演)       | 2013年4月13日                       | 長野せりな 芸能活動15周年おめでとう記念 |
| 河村勉(Ground Zero)                 | 2013年7月3日                        | クイズ!居酒屋AD |
| トミドコロ                          | 2013年7月9日・15日・25日            | アイドリング!!! in ハワイ |
| 山内智                              | 2013年8月8日・12日・14日            | ジョジョの奇妙な冒険 オールスターバトルング!!! |
| 松山洋                              | 2013年8月8日・12日・14日            | ジョジョの奇妙な冒険 オールスターバトルング!!! |
| 新野範聰                            | 2013年8月8日・12日・14日            | ジョジョの奇妙な冒険 オールスターバトルング!!! |
| 鶴田美由紀(VTR出演)                 | 2013年8月16日                       | ViVi専属モデルオーディション |
| 香月鉄平(VTR出演)                   | 2013年8月16日                       | ViVi専属モデルオーディション |
| 河北麻友子                          | 2013年9月2日・4日                   | 業界人グ!!! |
| 有末麻祐子                          | 2013年9月2日・4日                   | 業界人グ!!! |
| パンチョ向井                        | 2014年1月14日                       | マニアイドル!!!・たき火 |
| Cheeky Parade                       | 2014年3月5日                        | フレッシュアイドル戦国時代 アイドリング!!!NEO期 VS グイグイきてるアイドル!あっち向いてパイ（関根優那、渡辺亜紗美、鈴木友梨耶、溝呂木世蘭、山本真凜、永井日菜、鈴木真梨耶） |
| LinQ                                | 2014年4月22日                       | フレッシュアイドル戦国時代 アイドリング!!!NEO期 VS グイグイきてるアイドル!あっち向いてパイ（一ノ瀬みく、高木悠未、松村くるみ、岸田麻佑、姫崎愛未）                         |
| 杉田久仁子(VTR出演)                 | 2014年4月30日・5月2日・2015年8月3日 | Let's！80'sエアロビクス |
| 飯尾和樹(ずん)                      | 2014年5月14日                       | イーソーシリトリ!!! |
| 栗原典裕                            | 2014年6月3日・9日                   | 雑談力を調べてみましたング!!! |
| 越中詩郎                            | 2014年6月23日                       | あの人の名前わかるかな?クイズ!◯中◯郎さん |
| 越中詩郎                            | 2014年6月25日                       | マニアイドル!!!・ヒップアタック |
| 北宮光洋                            | 2014年6月25日                       | マニアイドル!!!・ヒップアタック |
| 夏すみれ                            | 2014年6月25日                       | マニアイドル!!!・ヒップアタック |
| 武藤敬司(VTR出演)                   | 2014年6月25日                       | マニアイドル!!!・ヒップアタック |
| 東京女子流                          | 2014年7月3日                        | フレッシュアイドル戦国時代 アイドリング!!!NEO期 VS グイグイきてるアイドル!あっち向いてパイ                                                                                 |
| アップアップガールズ（仮）          | 2014年7月21日                       | フレッシュアイドル戦国時代 アイドリング!!!NEO期 VS グイグイきてるアイドル!あっち向いてパイ（仙石みなみ、古川小夏、佐保明梨、関根梓）                                       |
| 日本エレキテル連合                  | 2014年8月18日                       | イーソーシリトリ!!! |
| 酒井芳子                            | 2014年8月22日                       | おかえり酒井瞳特別企画 約7年ぶり!理想のだんな様 |
| 小林司                              | 2014年10月3日                       | あの妄撮Pが「べらぼうに可愛い」と言ったアイドリング!!!メンバーは誰だ? |
| ベイビーレイズ                      | 2014年10月7日                       | フレッシュアイドル戦国時代 アイドリング!!!NEO期 VS グイグイきてるアイドル!あっち向いてパイ                                                                                 |
| Doll☆Elements                       | 2014年10月31日・2015年2月10日       | フレッシュアイドル戦国時代 アイドリング!!!NEO期 VS グイグイきてるアイドル!あっち向いてパイ                                                                                 |
| 小針彩菜                            | 2014年11月14日                      | iPhoneのマリンバ音をマリンバで再現できるか!? |
| 木村直人                            | 2014年11月28日                      | 朝日さんがロングで行くかショートにするかで悩んでいる! |
| 濱雄介                              | 2015年2月18日                       | トリオの絆No.1決定戦 3期vs4期vs5期 3on3ング!!! |
| 加藤誉樹                            | 2015年3月16日                       | トリオの絆No.1決定戦 1期vs2期vs4期 3on3ング!!! |
| 草薙良則                            | 2015年3月20日                       | 子供メンバーが決める大人のおつまみNo.1決定戦 |
| 渡辺裕太                            | 2015年4月9日                        | 発表!ファン様芸能人代表・渡辺裕太の好きなメンバーランキング BEST19 |
| 渡辺裕太                            | 2015年4月13日                       | ファン様芸能人代表のファン様リクエスト |
| 古城祐子                            | 2015年6月4日                        | 6月4日は虫歯予防デー 抜き打ち歯科検診グ!!! |
| 美月（日本霊媒師連盟）              | 2015年9月18日・22日                 | アイドリング!!!肝試し2015 |

### 過去の出演者
※再放送、定期ライブ録画放送の日時は除く。
アイドリング!!!
- 01号 加藤沙耶香（2006年10月30日 - 2009年3月18日、2013年1月18日「1期生 再会の日SP」、2015年7月14・16日「卒業生企画」）
- 02号 小泉瑠美（2006年10月30日 - 2008年12月23日[注 14]、2013年1月18日「1期生 再会の日SP」、2015年7月16日「卒業生企画」(VTR出演)）
- 03号 遠藤舞（2006年10月30日 - 2014年2月14日、2015年7月16日「卒業生企画」）
- 04号 江渡万里彩（2006年10月30日 - 2009年3月18日、2013年1月18日「1期生 再会の日SP」、2015年7月14・16日「卒業生企画」）
- 05号 滝口ミラ（2006年10月30日 - 2009年3月18日、2013年1月18日「1期生 再会の日SP」、2013年12月17日「結婚おめでとう!凱旋出演! 5号滝口ミラっちょ幸せの緊急記者会見グ!!!」、2015年7月14・16日「卒業生企画」）
- 07号 谷澤恵里香（2006年10月30日 - 2011年12月23日、2012年1月9・17・19・28日[注 15]、2013年1月18日「1期生 再会の日SP」、2015年7月14・16日「卒業生企画」）
- 08号 フォンチー（2006年10月30日 - 2011年12月23日、2012年1月17・19日[注 15]、2013年1月18日「1期生 再会の日SP」、2015年7月16日「卒業生企画」）
- 10号 小林麻衣愛（2008年4月7日 - 2008年4月15日[注 16]）
- 11号 森田涼花（2008年4月7日 - 2012年5月30日、2012年7月3日[注 15]、2014年11月24日(VTR出演)）
- 13号 長野せりな（2008年4月7日 - 2015年3月28日）
- 16号 菊地亜美（2008年4月7日 - 2014年11月24日）
- 18号 ミシェル未来（2008年4月7日 - 2009年3月18日）
- 23号 伊藤祐奈（2010年4月1日 - 2015年4月5日）
- 24号 野元愛（2010年4月1日 - 2012年12月31日）
- 25号 後藤郁（2010年4月1日 - 2014年6月7日）
- 30号 清久レイア（2012年4月4日 - 2014年12月22日）

## 番組内容

### 進行パターン
オープニング曲 → メンバー自己紹介 → セットチェンジ → メインコーナー → フジテレビONE TWO NEXT告知 → 締めの一言
- 後述の品はちライブや番組の進行状況によっては、上記の通り行われない場合があった。2012年秋以降は、ほぼ「メインコーナー」のみになっている。

## その他

### 衣装
番組衣装（通常時）
衣装チェンジは年に1〜2回程で、アイドリング!!!名義での出演、イベント、ライブなどでも着用する事がある。
- 基本的に既存のアイドルグループに見られた、全員同一のデザインや色違いではなく、同一のテーマに沿っていながらも、その時々の流行を取り入れた様々なデザインが多かった。しかし2013年頃から、色調やデザインに統一性を持たせたアウタージャケットと、インナーの組み合わせに変えてきている。なお、番組発足から数週間は、統一感のないバラバラのものを衣装として使用していた。
- 番組中は、常に左胸に「アイドリング○号」「氏名」（6号・外岡（とのおか）と卒業した4号・江渡（えと）のみ「氏名」の上に振り仮名付き）「年齢」が書かれた名札を付けており、番組発足から2008年3月までは、名札の左下と右上に各メンバーのイメージフラワーが描かれていた。外しているのは曲収録の時だけで、他番組に出演する場合でも基本的には付けている。2014年4月からの「アイドリング!!! 6&9」発足後は名札もリニューアル、「6」は青系、「9」は赤系で左上にアイドリング!!! 6or9のロゴ、右上に号数、下に氏名（すべての漢字に振り仮名付き）となり年齢は省略された。

番組衣装（運動系企画、他）
体を動かす運動系などの企画や、汚れる恐れのある場合、衣装もそれに対応した運動着を着用している。
- 番組開始から2007年3月までは、メンバーそれぞれ違った色のシャツとハーフパンツまたはジャージなどで、ゼッケンはなく名札をつけていた。
- 2007年4月から2008年3月までは、白の無地のシャツに紺のハーフパンツで、メンバーそれぞれは胸に「1号 加藤」といった太文字の油性ペンによる各々の手書きのゼッケンを付けていた。
- 2008年4月以降は、薄いパステルカラーのTシャツで、ゼッケンの替わりに左胸にそれぞれの番号がプリントされているものになった。ただし、マニアイドル!!!でコマンドサンボを行った際のみ、カモフラージュ柄のTシャツを着用した。
- 2009年1月から、期で別れて争うような企画では、サイドに白いラインの入った紺色（1期生）とえんじ色（2期生）のジャージ（いわゆる芋ジャージ）を着用した時期があった。
- 2012年6月からは、メンバーの各イメージカラーに対応したラグラン袖のTシャツに手書きのゼッケンを着けたものと、黒系の短パンを着用している。ただし、2013年7月加入の「NEO期生」のみリニューアルし、左胸に号数（奇数メンバーはピンク、偶数メンバーは水色）の入った黒のポロシャツに、号数と同じ色の短パンを着用。
- 2014年頃からは、上記ラグラン袖Tシャツのほか、下記のイベント用に製作されたTシャツを使い回し、併用して着用する場面が増えた。
- 運動靴はナイキ製やアディダス製など、メンバーによってバラバラである。

歌衣装、ライブ衣装
2ndシングル以降、ミュージック・ビデオや主催ライブ、『アイドリング!!!』以外の番組で歌唱する際の、いわゆる「歌衣装」も、番組運営サイドがオーダーしている。
- 5thライブで着用した衣装はVantanデザイン研究所ファッションデザインLab在校生の手によるもの[19]で、6th・7thライブはメイド服専門店「Candy Fruit」が制作した[20]。
- ナンバリングライブの物販用にメンバーの名前と号数がプリントされた「ナンバリングTシャツ」と、各主催ライブでの記念Tシャツが、毎回デザインを変えて制作されている。なお、スタッフ用のものは「0番」であり、7thライブに登場した「4期候補生」の番号および11thのライブに登場した「5期候補生」はすべて「???」となっていた。

チームTシャツ
2008年のフジテレビ主催「お台場冒険王」ライブに、3チームの交代制で連日出演したが、それぞれのチームごとにメンバーがチームTシャツをデザインし、トップにそのTシャツ、ボトムはデニムのショートパンツを着用してステージを行った。それらと同じデザインのTシャツは、一般向けにも販売された。これ以降、夏のフジテレビ主催ライブでは、慣例行事となっている。
MC衣装
番組MCを務める「バカリズム」は、基本的に黒系のスーツに白系シャツとネクタイを着用し、2007年度・2008年度は夏場はジャケットを着ずに半袖ワイシャツ姿となる事もあったが、2009年度からは夏場も必ずジャケットを着用している。ライブにサプライズ登場する際などもそれは変わらない。ただし2009年度は、濃い紺系のカラーシャツを着用し、胸ポケットにチーフを差していた。また、担当女子アナウンサーは比較的カジュアルで、ポップな色合いのものが基本スタイルとなっている。

### 席順
原則的に号数の昇順で、MCから見て、ひな壇左から前後列（9人なら前5席・後4席など）で座る。そして企画によっては、その限りではなく変則もする。
- 2009年4月に「3期生」が加入してから数ヶ月間は彼女らをMCに近い前列左側に配し、それに続いて号数の若い「1期生、2期生」の順で座る形式を取っていた。しかし2010年4月の「4期生」加入の際にはそういった措置は行われず、通常通り昇順での席順となっていた。
- 2011年度からは冒頭挨拶自体がカットされる回も多く、席順もあまり意味を成していなかったが、2012年5月頃からはまた冒頭挨拶の露出が多くなった。またそれに伴い席順も完全な順不同となり、期によって席が区分される事が、ほぼ無くなった。
- 2012年4月に「5期生」が加入して以降は、席順が番号昇順に戻り、同年7月に冒頭挨拶は廃止された。そして2013年7月に「NEO期生」が加入してからは、人数増加に対処して三列となった。
- 2014年4月の「アイドリング!!! 6&9」発足当初は、向かってMCの左側ひな壇に6メンバー、右側ひな壇に9メンバーを二列で配置するのを基本としていた。しかし同年半ばを過ぎた頃から、以前の番号昇順で全員右側ひな壇配置に戻った。

## 収録スケジュール
収録は、フジテレビ社屋内にあるスタジオ（通常V5スタジオ）またはフジテレビ湾岸スタジオで、隔週金曜日に2週間（通常5回）分まとめて行われており、その翌週に放送されている。収録当日の基本的なスケジュールは、次の通り。
- パート1 - フジテレビが指定した場所に15:00に集合→15:30スタジオ入り→17:00終了。
- パート2 - 同じく17:00に集合→17:30スタジオ入り→19:00終了。

パート1、2それぞれ2-3本分の収録が行われるが、前述の通り、出演メンバーは変動する。原則的に、同じパート内での2-3本の収録のメンバー入れ替え、は重複や抜けのない組み合わせとなり（例、1本目：1号から4号&14号から18号、2本目：5号から13号）、パート1、2いずれを観覧しても、全メンバーを一度は見ることが出来る。
観覧を希望するには、オフィシャルサイト（PC・携帯）内のメールフォームにて応募する（応募者多数の場合は抽選）。さらに、2008年9月の放送からは、後述の公式ファンクラブ「アイドリング!!!ファン様クラブ」向けの優先観覧枠が設けられている（優先観覧枠でも、応募者多数の場合はその枠内で抽選）。
なお、放送開始から2008年3月21日まではフジテレビ25F・球体展望室「はちたま」から放送されていた（ただし、同所がイベントなどで使用できない場合はスタジオから放送）。基本的に、毎週水曜日か木曜日の17:00より生放送を行い、それに続き、1または2本分の収録、金曜日に2または3本分の収録を行うようなパターンであった（曜日や本数は変動していた）。「球体」に縁の深い1期生3名が卒業する直前の2009年3月17日の放送は、約1年ぶりに「はちたま」で収録を行った。

### 品はちライブ
2010年4月から2011年11月（放送は2012年1月）まで、品川のよしもとプリンスシアターで定期的に行われていた「品はちライブ」の様子を収録し、5回に1-2回程度の割合で通常番組の代わりに放送していた。
通常の公演では1時間のライブを1回行うが、収録が行われる公演では27分（完パケの放送時間）のライブを2回（出演者の入れ替わりはなく、1 - 2分程度のインターバルで2本目のライブに入る）行っていた。流れとしては、曲→オープニングトーク→コーナー（「アイドリング!!!あるあるを探せ!」（特定のメンバーが抜き打ちで指名され、残りのメンバーがそのメンバーの「あるある」をスケッチブックに書き、それを元にトークを行う）など。通常の公演では行われない）→ライブ（3曲程度、うち1曲は「品はちソングリクエスト」（事前にイマつぶでメンバーに歌ってほしい曲を募集）となる場合あり）となる。出演メンバーは、収録時のライブ出演メンバー10人。

### ニコはちライブ
2012年1月から六本木「ニコファーレ」で定期的に行われているライブ。「品はちライブ」と同様、5回に1-2回程度の割合で通常番組の代わりに放送しているが、こちらは1時間のライブの中から「ニコはちアンケート」のコーナーを中心として、ニコニコ生放送では配信されていない舞台裏の模様などを交えて編集したものを放送している。稀に枠内で、「渋はちライブ」やアイドリング!!!が出演した、他のライブの模様を放送する時もある。

## 放送局

### 番組終了時点
- CS放送
  - フジテレビONE（本放送） 火-土曜 2:00-2:30（2014年2月3日 - 2015年10月28日）
  - 2015年10月30日「祝!アイドリング!!!9周年!10年目の明日はどっちだ!?SP」では13:10 - 13:40に、2015年10月31日「アイドリング!!!最終回今日が10年目の明日ング!!!～良きところで全員卒業!!!生放送SP」では18:00 - 20:00に放送された。

隔日で放送され、翌日の同時間帯は再放送となる[注 18]。
放送時間が曜日によって変動することもある。また、編成により、本放送が放送休止する場合がある。
2012年より、ナイターシーズンは2:00から、ナイターオフシーズンは1:00からの放送が定着している。

- フジテレビONE（再放送） 月-金曜 13:10-13:40（2012年1月10日 - 2015年10月29日）
ナイターオフシーズンは、基本的に17:30-18:00の放送。
前日放送の再放送。金曜日の放送は、翌週の月曜に再放送（月曜再放送の時は金曜の初回放送以外、XX日に放送した物ですのテロップが入る）。
再放送も放送時間が曜日によって変動することもある。また、編成により、本放送が放送休止する場合がある。
上記以外にも野球中継（フジテレビTWOでも実施された場合も同様）が早期に終わった時など番組表に書いてない、特別放送として過去の放送分（地上波版の場合も有り）を放送することがある。
- インターネット放送
  - フジテレビ On Demand（CS放送と同じ内容+特典映像）原則として放送開始時刻から。視聴期限は（放送日を含めて）2週間後の放送開始時刻1分前まで。

### 過去

#### 本放送
フジテレビ721
番組開始 - 2008年4月11日、月-金曜 17:00-17:30
2008年4月14日 - 10月30日、月-木曜 17:00-17:30
2008年11月4日 - 2009年3月18日、火-金曜 17:00-17:30
フジテレビONE
2010年11月8日 - 2011年3月15日、月-金曜 18:00-18:30
2009年4月6日 - 2010年11月5日、2011年4月1日 - 4月14日、月-金曜 17:00-17:30
2011年4月15日 - 11月4日、2012年3月29日 - 11月6日、2013年3月28日 - 2013年10月30日、月-金曜 2:00-2:30
2011年11月7日 - 11月29日、月-金曜 14:30-15:00
2011年12月10日 - 2012年3月27日、2012年11月8日 - 2013年3月27日、2013年11月5日 - 2014年1月30日、月-金曜 1:00-1:30

#### 再放送
フジテレビ721・CSHD
2008年4月7日 - 4月18日、月-金曜 12:00-12:30
2008年4月22日 - 2008年10月30日、火-金曜 12:00-12:30
2008年11月3日 - 2009年3月19日、月曜、水-金曜 12:00-12:30
フジテレビ739（○印はフジテレビCSHDでも放送）
番組開始 - 2007年3月23日、月-金曜 1:00-1:30
2007年2月4日 - 3月25日、日曜 14:00-16:15（放送した週の一挙放送）
2007年4月2日 - 11月2日、2008年4月7日 - 4月14日、月-金曜 1:50-2:20
2007年11月5日 - 2008年3月21日、月-金曜 23:30-24:00
2008年4月14日 - 10月30日、月-木曜 1:50-2:20 ○
2008年11月11日 - 2009年3月18日、火-金曜 20:03-20:30 ○
2008年11月11日 - 2009年3月18日、火-金曜 0:00-0:30 ○
フジテレビONE
2009年4月7日 - 2010年3月20日、火-土曜 6:30-7:00
2009年4月6日 - 2010年3月19日、月-金曜 0:40-1:10
2010年4月1日 - 11月5日、月-金曜 1:50-2:20
2010年4月11日 - 10月31日、日曜 2:50-3:20または1:50-2：50
2010年11月8日 - 2011年3月15日、2012年1月9日 - 3月28日、月-金曜 1:00-1:30
2010年11月9日 - 2011年3月16日、月-金曜 12:00-12:30
2011年4月1日 - 4月14日、月-金曜 2:00-2:30
2011年4月18日 - 11月4日、月-金曜 11:30-12:00
2011年10月5日 - 11月4日、月-金曜 17:00-17：30
フジテレビTWO
2011年4月1日 - 2011年9月30日、月-金曜 6:30-7:00
フジテレビNEXT
2009年5月 - 2010年9月、その月に放送したものを翌月に一挙放送をしていた。
2011年5月 - 2015年3月、月-水曜 24:30-25:00 月曜・火曜または火曜・水曜の週2回の再放送の週と月曜日から水曜日の週3回放送の週がある。

### 祝!一周年記念蔵出しング!!!
- フジテレビ721 2007年10月28日 - 2009年3月16日、月-金曜 7:00-8:00
過去の放送の再放送。1回分30分を2回連続して放送した。
2007年10月28日に開始[注 21]。第1回放送分から順番に放送[注 22]され、2008年7月25日の第387回で本放送に追いついたため、2008年7月28日より第200回からの再放送を行っていたが、2009年3月16日の第489回の放送で終了した。

## 使用楽曲
- オープニングタイトルバック
  - 番組開始 - 2007年7月10日[注 23] Tipsy&Tipsy「Bang! Ready to Go」
  - 2008年4月7日 - 2010年3月18日 capsule「宇宙エレベーター」
  - その後はオリジナル曲となり、3代目OPは2010年4月1日、4代目OPは2013年4月13日使用開始。4代目OPが使用開始した後も、2013年9月20日まで「ニコはちライブ」放送回では3代目OPが使用されていた。4代目OPは「10年目の明日ング!!!」となった2015年4月7日よりアレンジが加えられた。

- 自己紹介BGM
  - SHEBANG「WAR BETWEEN US」（2008年4月7日 - 2009年2月20日）

- お願い!お願い!ファン様タイトルコール
  - Caramell「Caramelldansen」（2008年11月4日 - ）

- ファン様!リクエスト
  - capsule「candy cutie」（2008年4月14日 - 2008年10月22日）

## 制作スタッフ
門澤がプロデューサーを務めていた2013年6月まではいわゆる「局制」であったが、2013年7月11日放送「アイドリング!!! 目指せJ-POPの世界一!B'zだらけのカラオケ歌合戦」（本放送は2013年7月23日放送「緊急企画!世界遺産登録記念 富士山の山頂で歌おう」）以降、制作協力にフジクリエイティブコーポレーション(FCC)が入り、プロデューサーとして同社の笹谷隆司がクレジットされている。
ただし、2013年7月31日放送のタイトルが「神原Pからの誕生日プレゼント 本物はどれだ!?」となっているように、アイドリング!!!プロジェクトとしての総合プロデューサーは制作としてクレジットされている神原孝が務める。さらに、神原がFCCに出向となったため、2014年7月放送開始の「アイドリング!!!プレゼンツ 夏ング!!!」（CS本放送は2014年7月25日放送「起こすな!あみみ危機一髪ゲーム」）より、フジテレビコンテンツ事業局コンテンツ事業部長の宮道治朗も制作としてクレジットされている。
2014年現在、番組内では神原、笹谷とコンテンツプロデューサーである時宗大の3人が「プロデューサー」の肩書で呼ばれている。
| 役職                     | 2015年8月6日現在                     | 2013年4月26日時点（局制時代）                             |
| ------------------------ | ------------------------------------ | --------------------------------------------------------- |
| 構成                     | 酒井健作、乾友子 安部裕之、大西右人  | 酒井健作、石館光太郎 井筒大輔、乾友子、海野至             |
| 制作                     | 石井浩二（2015年8月6日より）、神原孝 | 神原孝（2013年1月より）                                   |
| チーフプロデューサー     | 佐々木将、中嶋優一                   | 佐々木将、中嶋優一                                        |
| 総合プロデュース・演出   | -                                    | 門澤清太                                                  |
| プロデューサー           | 笹谷隆司                             | 濵田俊也                                                  |
| 制作プロデューサー       | -                                    | 中嶋香り                                                  |
| コンテンツプロデューサー | 時宗大                               | -                                                         |
| 演出                     | 嶋田武史                             | 嶋田武史                                                  |
| フロア                   | 森洋介                               | -                                                         |
| ディレクター             | 不二峰子、鈴木麻美 岡部剛            | 森洋介、不二峰子（蓑島敦子） 鈴木麻美、真木大輔、中野伸昭 |
| 企画協力                 | -                                    | 吉田正樹                                                  |
| 制作協力                 | FCC                                  | -                                                         |
| 制作著作                 | フジテレビ                           | フジテレビ                                                |

以下、2015年8月6日現在
- ナレーター：佐藤アサト、桜庭亮平（地上波版のみ）
- TD：松本英士（以前は、SW兼務）
- SW：永野進、奥野昇太
- CAM：柏村信輔、三村純一、江藤秀一、青木一浩
- VE：南雲幸平、小幡成樹、前田佑太、米田祐基
- AUD：鈴木岳登、吉永哲也
- LD：杉本雄亮、大野遥平
- 美術プロデューサー：古江学
- 美術進行：石田博己
- デザイン：安部彩
- 大道具：村上公志
- 電飾：川西紘平
- 装飾：百瀬貴弥
- アクリル装飾：松浦由佳
- 生花装飾：安藤岳
- メイク：山田かつら
- 衣装：津幡真優
- 編集：小川琢磨（IMAGICA）
- MA：山岸慎一郎（IMAGICA）
- 音響効果：斉藤信之（J-WORKS）
- 技術協力：デジタルスペック、マルチバックス
- 振付指導：村上陽子、中尾有里
- オープニング：ニイルセン（以前は、キャラクターデザインを担当）、渡辺剛士
- WEB：城増美
- PJ進行：高橋聡史（以前は、デジタルコンテンツを担当）
- 編成：藤井修
- 広報：石田卓子（CS）、清田美智子（地上波）
- TK：清水雅子
- デスク：渡邉美保
- スケジュール：岡本衣紅子

### 過去の主なスタッフ
- チーフプロデューサー：加茂裕治、朝妻一（プロデューサーとしてクレジットされていた時期あり）
- プロデューサー：朝倉千代子、清水泰貴
- ゼネラルプロデューサー：松島宏
- 制作：手塚久、宮道治朗（宮道→2014年7月から2015年7月末まで、番組開始当初チーフプロデューサーとしてクレジットされていた）
- アシスタントプロデューサー：菊池麻衣、笹川沙織、井上由香子
- ディレクター：桑原正史、白川誠、後藤優、茂木仁、青田和大、佐久間隆太
- AD：西田法明、澤田雅己、関谷優作、植松徳光、木村慶彦
- 構成：興津豪乃、なかじまはじめ
- 演出：塩谷亮、鈴木善貴、赤池洋文、飯村徹郎
- TP：斉藤浩太郎
- TD：先崎聡
- SW：馬場義土
- CAM：上田容一郎
- VE：安藤悠人
- AUD：本間清孝
- LD：大野遙平、堀江泰輔
- デザイン：木陽次
- 美術進行：古賀飛、矢野雄一郎、荻原美樹雄
- 大道具：吉田隼人、古内高歩
- 電飾：大木謙二
- アクリル装飾：松本健、臼井彩乃、稲垣雄二
- デスク：稲月彰子、正木彩乃、柴崎芙美
- 音響効果：石崎野乃、多田思央美（J-WORKS）
- スケジュール：福井真奈
- TK：星美香、海老澤廉子、藤井佑季
- 広報：鈴木麻衣子
- 宣伝：山田洋子
- 編成：氣賀由佳、森崎正伸
- デジタルコンテンツ：志摩晃司、江尻教彰
- WEB：山口寛恵
- PJ進行：永藤利和（以前は、デジタルコンテンツを担当）
- 歌唱指導：笹岡弘二
- ファンクラブ：アイアクト
- 衣装協力：スタッフドゥ

### 出演者として
フジテレビのバラエティ番組らしく、スタッフが演者として登場する機会が多い。
一例としては、スタッフが小ジョッキの水を飲む数を競うだけの企画「スタッフ飲み」では門澤以下・森・鈴木（善貴）・佐久間のディレクター陣や若手AD陣・カメラアシスタントや大道具の大原（かつて『野猿』メンバーだった）までもが主役となり、メンバーはただ後ろで応援するのみであった。あるいは「ドSが作り、ドSが仕切る番組」の通り、ドッキリの仕掛け人となることも多い。また、ライブにおいて様々なキャラクターに扮して、ダンサーとして登場することもあった。
- 門澤

審査員役、何かジャッジが必要な場面で登場。「スタッフ飛び」、「スタッフ土俵」などのメンバーからの踏まれ役でもよく登場した。メンバーの誕生日近くの収録になると、バースデーケーキを持参して登場、上に乗っているメッセージプレートを食べるというお約束があった。
- 森

オタク風の風体を時折弄られ、門澤と共に「踏まれ役」多数。ライン役となった「反復スタッフ横跳び」では、転倒した滝口に股間を掴まれる。アイドリング!!!の秘蔵音源を多数所蔵しており、古今のアイドルにも詳しく「アイドル仙人」の異名を持っている。番組企画で自宅を訪問された際、それらの雑誌やDVDがビールの空き缶と共に部屋一面に散乱した様子を公開された。過去に何度かメンバーが自宅を清掃しているが、数年後に再度訪れると元の状態に戻っていた。
2012年6月1日放送「クイズ!アラフォー独身男性の生活」以降、森をフィーチャーしたコーナーがいくつか企画されており、特に河村唯との関係が取り上げられている（2012年10月9日放送「緊急企画 河村唯の前に進むためにはどうしても決着を付けたいヤツがいる」等）。升野曰く、演出を担当する嶋田は二人の結婚式を番組内で行うのが夢であることから、カップルに仕立て上げるためにこのような演出が行われているとのこと。
番組開始からの主要スタッフとしては唯一、放送開始から継続して番組に関わっている。2014年11月6日の第1185放送回をもってディレクターを降板し、その送別企画も組まれたが、その後もフロア(カンペ)ディレクター名義で籍を残している。
- 嶋田

アイドリング!!!が泣く、喚く企画には必ず一枚噛んでいるというドSディレクター。他のスタッフと比べれば演者としての登場機会は多くないが、ブルース・リーに扮した「嶋田リー」として、メンバーが描いた「理想のダンナ様」の立看板や「理想の結婚式」の紙芝居を破壊。
- 塩谷

番組開始初期のディレクターで、総合演出を担当していた。良くも悪くも、アイドリング!!!メンバーのスタイルを決定付けた人物で、メンバーからは鬼のように恐れられた。
- 鈴木（善）

塩谷の後任ディレクター。個人的にポテト好きという理由だけで、ポテトのグルメ企画を通し「ポテト王子」というキャラに扮して自演した。2015年、過去の名物スタッフフィーチャー企画において、7年振りに「ポテト王子」のキャラで客演した。
- 佐久間

「裁判員制度ング!!!」の被告として。また、「今さら男子には聞けないこと」での男性スタッフのリーダー役など。スタイリスト橋本との恋愛疑惑を、スタッフドッキリ企画第2弾として論われた。その後、2012年7月3日放送「緊急企画!電撃結婚おめでとう 佐久間ディレクターを祝福しよう!」内でプロポーズを行った。
- 大原

大道具。「スタッフ飲み」で15杯を記録し優勝した。かつて野猿で活躍したこともあり、ダンスの実力はメンバー顔負け。
- 白川

「イーソーしりとり」で全身白タイツで「一索」の顔出し面を被り、メンバーの顔面に至近距離から送風機で強風を浴びせ、それをCCDカメラで接写。また、森田涼花コーディネートによる氷室京介（ヒムロック）のパロディーキャラ「シラロック」に扮する。異動後、キャンパスナイターズがゲストでパイ投げ企画を行った際、出演者には知らせずにパイをぶつける黒子として紛れ込んでいた。
- 植松

「TAMIYA」のロゴ入りTシャツとキャップ、サングラス姿で工具箱を肩に掛けた姿で「ミスターミニ四駆AD」として、マニアイドルの講師役を務める。その後、「エヴァンゲリオン」や「ジョジョの奇妙な冒険」などの企画で、「ミスター○○AD」（○○はその対象物）として解説役となり、2010年7月19日放送「緊急企画 アイドリング!!!のクツの臭いを調査ング!!!」では「ミスター靴ソムリエ」、2012年10月15日放送「ケツを蹴られたい男が決める! ケツ蹴りアイドリング!!! No.1決定戦」では「ミスターケツ蹴られ」などジャッジ役も務めた。
このように出演頻度が非常に多く、番組内で単に「ミスター」といえば植松のことを指すようになった。2012年6月25日に日本武道館で行われた「指原莉乃プロデュース『第一回ゆび祭り〜アイドル臨時総会〜』」では、出演順を決める抽選にアイドリング!!!代表として参加、この模様はNHK BSプレミアム、NHK総合テレビジョンでも放送された。
また、AD伊藤との恋愛疑惑をスタッフ初のドッキリ企画として論われた。

### 演出
上記の出演とは違い、いわゆる「見切れ」ではよく登場していたのが、総合演出を担っていた塩谷だった。セットチェンジ中を写すワイプ画像に、メンバーに耳打ちをする後ろ姿が写っており、進行中もカメラ横からカンペでMCやメンバーへ指示を送り、台本にないアドリブのネタを仕込んだり、机上の計算通りに行かなかった場合の軌道修正などを行っていた。
ライブ終了後の打ち上げでメンバーに訓示を行い、イベントでは会場のファンに対してメッセージを述べ、ファンサービスを兼ねてメンバーにネタ振りをし、公開でダメ出しをするなど、番組制作の職域を超え、ユニットとしてのアイドリング!!!の育成役でもあった。彼の影響は小さくなく、『トリビアの泉 〜素晴らしきムダ知識〜』を始めとするバラエティー畑出身で自ら認める門外漢であるがゆえに、ステレオタイプのアイドル番組とは違うバラエティー色の濃いものとなり、メンバーも芸人であるかの様な意識を叩き込まれていった。
2008年3月21日、当初3か月だったという予定を大幅に超えて務めていた塩谷は、その任を解かれ『エチカの鏡〜ココロにキクTV〜』へと異動。それまでディレクターであった鈴木（善）が2代目総合演出へ昇格した。
メンバーの増員、収録方法の変化など番組のカラーも一新される過渡期の中で、局舎内を利用したロケ企画、学生時代の経験を活かした「ラジオ!!!アイドリング」、メンバー2名を任意に選び出してトークをさせる「シャッフル2ショット」などの新機軸を打ち出したが、同年10月9日、自らが仕掛け人となったドッキリ企画（前述）を最後に『新しい波16』へと異動。斉藤舞子曰く、継続を希望したが却下されたという。
3代目総合演出は、内部昇格ではなく『お笑い登龍門』でディレクターなどを担当し、2014年現在『教訓のススメ』『噺家が闇夜でコソコソ』のプロデューサーである赤池が務めた。「お願い!お願い!ファン様!!!」など、塩谷演出時代の企画の復活に加え、ラーメンやミニ四駆など、自身の趣味嗜好を反映した企画で独自色を出した。
2009年3月の放送から、これまで2名の離任時にあったような予告もなく、突如赤池の名が消えた。それ以降4月20日放送分まで、門澤が「諸般の事情」（ブログでの記述）で演出を兼任した。
2009年4月22日放送分から2010年3月まで、『笑っていいとも!』や『もしもツアーズ』などを経て、2014年現在は『めちゃ2イケてるッ!』のプロデューサーである飯村に引き継がれた。最初の企画は、自身の偽物を仕立て、メンバーに面接させるというドッキリだった。
2010年4月から、門澤が再度兼務している。
2012年9月からは兼務している門澤に加え、かつて番組ディレクターだった嶋田が復帰し、演出に名を連ねている。門澤がプロデューサーを退いた2013年7月より、嶋田が単独で演出を担当している。

## アイドリング!!!日記 / アイドリング!!!（地上波版）

### 概要
2週間分の本放送から2つ程度のメインコーナーをピックアップした総集編であり、その際にはスーパーやなぞりテロップ・インサートカットなどの使用、カット割りや時間軸の変更などを行っている。ナレーターは、メンバーが持ち回りで担当する。なお、新聞のテレビ欄には、この番組のタイトルが『新アイドル』となっていることがある。
かつては、CS放送未加入の地上波視聴者に向けての、あるいはオンデマンド配信非購入者に対してのサンプル番組という側面もあり、盛り上がった部分を敢えてカットして、「続きはフジテレビon demandで!」とテロップを出す編集手法が取られている部分もあった。2013年現在は、逆にCS本放送では放送終了後となった場面を地上波版でフォローすることが多い。見栄えの派手な運動系企画・ゲストが参加した企画・タイアップ商品を取り扱った企画などが選ばれる傾向が高い。それらの編集されたメインコーナーの他、近く封切りされる映画の宣伝として、メンバーが監督やキャストにインタビューをするコーナーが放送される場合もある。
有料のCS放送よりも広い一般視聴者層への訴求力を意識して、CDやDVD・ライブ・イベントなどの告知を手厚く行ったり、新メンバー加入、オーディション開催や途中経過などを、CSで行われている通常企画よりも優先的に放送する傾向がある。
2008年11月から、本放送で放送されていない日記/地上波版独自のコーナーが不定期で行われるようになった。
すぅちゃんから何か聞き出したいせりなちゃん の巻
特撮・漫画好きの長野が、特撮作品（『侍戦隊シンケンジャー』）作品に出演中（当時）の森田から、今後の作品内容を聞き出そうとするコント風コーナー。
同様企画として、対象を谷澤にした「ドグちゃんから何か聞きだしたいせりなちゃん の巻」がある。派生として6thライブでも披露
Idoling Weekly News
各地で行われた、番組外でのイベントに参加した様子が放送される。
アイドリング!!!広報部
スーツを身に纏った4人程度のメンバーが、自らプロモーション活動を行う様子を放送する。
学校の部活を体験ング!!!
高校の部活の部活に参加した模様を放送する。
Mのスマイルゼリー研究所
升野扮する「研究者M」がアイドリング!!!メンバー扮する助手・体験者とともに「『人を笑顔にする』ゼリー」を開発するというストーリーの代替現実ゲーム(ARG)。フジテレビONEではこのコーナーは放送されないかわり、YouTubeで配信されている。
エンディング
本放送のオープニング曲とは別のカバー曲を歌う。
その他、本放送のスピンオフ企画（ex.マニアイドル!!!の後日談「ミニ四駆を極めよう」など）も放送される。
2008年4月から2009年3月までのCS放送版では、前日地上波で放送された内容の他、2分半程度の別素材が付け加えられていた。このために撮り下ろした、メンバーによるミニコーナーや新曲のPV、メンバーの誕生祝いの様子などが放送されていた。
2009年4月からの本放送の変則的な放送スケジュールに伴い、日記の内容が本放送よりも先行することが多くなった。特に地上波（フジテレビ）の放送は放送曜日の関係上、その傾向が顕著となる。
2009年3月までハイビジョン放送を実施していなかったが、同年4月からはHVで放送されるようになった（アナログは、16:9レターボックスで放送）。
フジテレビで放送休止になった場合、翌日以降に放送するCS放送では前週に放送されたものか『アイドリング!!!冒険王ング』などの再放送を行う。
2012年夏頃からは、フジテレビ地上波が休止していてもCSオリジナル内容で地上波未放送の物を正式な回数とカウントされて放送している（ネット局での放送内容は不明）。
2010年10月より、放送時間・曜日を変更し、タイトルを『アイドリング!!!』（本放送と同じ）に改めてリニューアルされた。
2011年4月から、毎週木曜日深夜放送の「フジテレビからの〜!」内の中盤（2時頃）に放送されていた。2012年4月に「フジテレビからの!」に改題してからは番組冒頭に移動となった。ただし、厳密には1コーナー扱いではなく、地上波版を約30分放送してから「フジテレビからの!」が始まるという形式となっている。
2012年10月から番組終了までは、毎週木曜日深夜放送は変わらず、正式に単独番組として放送されていた（番組レーベルとして、＜フジテレビからの!＞が引き続き使われていた）。
地上波版は2015年10月23日を以ってレギュラー放送を終了し、全メンバー卒業後の2015年11月7日には「アイドリング!!!10年目の明日ング!!!卒業までの道のり!!!90分スペシャル」を放送し、2015年11月15日の2:10に同じく90分SPで地上波版の最終回として「アイドリング!!!10年目に全員卒業スペシャル!」を以って完全終了をした。

### アイドリング!!!プレゼンツ 夏ング!!! / 残暑厳しいング!!!
2014年7月 - 9月までの3ヵ月間限定で地上波版のみ、「この夏 知っておくとプラスになる最新情報を お届けする」という主旨の情報番組『アイドリング!!!プレゼンツ 夏ング!!!』としてリニューアルした。9月度は『残暑厳しいング!!!』にマイナーチェンジしている。アイドリング!!!メンバーが各地にロケーションに赴き、各コーナーを展開している。
主な情報紹介コーナー
- 「最新おばけ屋敷スポット」- 各地で話題のお化け屋敷を、メンバーが実体験。
- 「週刊!この夏じゃなくてもいいんじゃないか?情報」 - 夏のテーマ以外の情報を紹介。
- 「人気の水着 BEST3〜今週の試着室」- メンバー3名が、最新水着を試着し披露。
- 「お台場新大陸 情報」- お台場新大陸で人気のブースを、メンバーがリポート。
- 「アイドリング!!!銭湯体験」- 下町の名湯の魅力を、メンバーが体験リポート。

### ネット局・放送時間
※サンテレビは独立局、テレビ大分は日本テレビ系列・フジテレビ系列のクロスネット局、その他はフジテレビ系列のフルネット局。
| 放送対象地域   | 放送局             | 放送日と時間     | 放送開始日     | 遅れ     |
| -------------- | ------------------ | ---------------- | -------------- | -------- |
| 関東広域圏     | フジテレビ         | 金曜 2:25-2:55   | 2007年1月11日  | 制作局   |
| 宮城県         | 仙台放送           | 土曜 1:10-1:40   | 2011年4月23日  | 8日遅れ  |
| 秋田県         | 秋田テレビ         | 月曜 1:20-1:50   | 2010年4月5日   | 10日遅れ |
| 長野県         | 長野放送           | 木曜 1:10-1:40   | 2009年4月30日  | 20日遅れ |
| 福井県         | 福井テレビ         | 金曜 1:20-1:50   | 2008年10月24日 | 10日遅れ |
| 島根県・鳥取県 | 山陰中央テレビ     | 土曜 2:05-2:35   | 2009年5月4日   | 15日遅れ |
| 岡山県・香川県 | 岡山放送           | 日曜 1:35-2:05   | 2012年4月8日   | 9日遅れ  |
| 高知県         | 高知さんさんテレビ | 木曜 1:30-2:00   | 2007年4月15日  | 7日遅れ  |
| 福岡県         | テレビ西日本       | 月曜 1:55-2:25   | 2008年10月24日 | 11日遅れ |
| 熊本県         | テレビくまもと     | 金曜 2:35-3:05   | 2008年11月23日 | 32日遅れ |
| 全国放送       | フジテレビONE      | 土曜 10:10-10:40 | 2008年4月18日  | 2日遅れ  |

- 過去に放送していた局

北海道：北海道文化放送（2010年10月 - 2011年9月）
山形県：さくらんぼテレビ（2008年10月 - 2014年3月）
静岡県：テレビ静岡（2008年10月 - 2011年3月）
中京広域圏：東海テレビ（2008年10月 - 2010年3月、2010年10月 - 2011年4月）
近畿広域圏：関西テレビ（2010年10月 - 2011年4月）
放送枠が15分と短く、再編集したものが放送されていた。関西限定コーナー「関西アイドリング!!!」もあった。
兵庫県：サンテレビ（2012年1月 - 2014年12月）
広島県：テレビ新広島（2008年10月 - 2009年3月）
愛媛県：テレビ愛媛（2009年4月 - 2009年9月）
大分県：テレビ大分（2009年4月 - 2010年3月）
沖縄県：沖縄テレビ（2009年5月 - 2012年4月）
大東諸島では2011年7月に沖縄県域の地上デジタルテレビ放送が開始されるまで、東京のキー局しか見られなかったため、当該地域のみフジテレビでの放送開始（2007年1月）と同時に見られることができた。
長崎県：テレビ長崎（2008年10月 - 2013年12月）
| フジテレビ 木曜2:08 - 2:38枠（『メディア工房』第2部） | フジテレビ 木曜2:08 - 2:38枠（『メディア工房』第2部） | フジテレビ 木曜2:08 - 2:38枠（『メディア工房』第2部） |
| 前番組                                                | 番組名                                                | 次番組                                                |
| ----------------------------------------------------- | ----------------------------------------------------- | ----------------------------------------------------- |
| オリキュン ※水10!番組枠に移動                         | アイドリング日記 （2007年1月11日 - 2007年9月20日）    | 限定品コラボネーゼ ※木曜1:38枠から移動                |
| フジテレビ 金曜2:40 - 3:10枠                          |                                                       |                                                       |
| 不明                                                  | アイドリング日記 （2007年10月19日 - 2009年3月19日）   | ミッドナイトアートシアター                            |
| フジテレビ 水曜2:33 - 3:03枠                          |                                                       |                                                       |
| 不明                                                  | アイドリング日記 （2009年4月8日 - 2010年3月17日）     | 不明                                                  |

| フジテレビ 火曜日（月曜日深夜）1:40 - 2:10枠（『登龍門』第1枠） | フジテレビ 火曜日（月曜日深夜）1:40 - 2:10枠（『登龍門』第1枠） | フジテレビ 火曜日（月曜日深夜）1:40 - 2:10枠（『登龍門』第1枠） |
| 前番組                                                          | 番組名                                                          | 次番組                                                          |
| --------------------------------------------------------------- | --------------------------------------------------------------- | --------------------------------------------------------------- |
| 捨てる恋あれば拾う恋あり                                        | アイドリング!!! (地上波版) （2010年10月19日 - 2011年3月22日）   | 即決!ワケありネエさんEX                                         |
| フジテレビ 金曜日（木曜日深夜）2:45 - 3:15枠                    |                                                                 |                                                                 |
| フジテレビからの〜! （フジテレビからの!）                       | アイドリング!!!（地上波版） （2012年10月19日 - 2015年3月28日）  | 次ナルTV                                                        |
| フジテレビ 金曜日（木曜日深夜）2:25 - 2:55枠                    |                                                                 |                                                                 |
| アフロの変 【20分繰り上げて継続】                               | アイドリング!!!（地上波版） （2015年4月17日 - 2015年10月23日）  | TOKYO IDOL TV                                                   |

## アイドリング!!!@はちたまライブ
2009年4月より、毎月1回、かつて収録で使用していた球体展望室「はちたま」に観客を招き、（有料）ライブを行う。その模様を、翌月フジテレビNEXTにて放送する。ただし、2009年7月は「はちたまライブSP」として、大磯ロングビーチで行われた。同年8月と9月は開催されなかったものの、10月から再開した。
なお、2009年12月25日に、前述の「はちたまライブSP」をメインに、レギュラーの「はちたまライブ」の映像を収録したDVDが発売。

## 月刊アイドリング!!!
2009年4月から2010年3月まで。ファンクラブ（後述）会員向けに発売されるDVD「月刊アイドリング!!!」の内容を23分に再編集したものを、フジテレビNEXTにて放送。

## アイドリング!!!冒険王ング
アイドリング!!!は2008年夏、フジテレビが行っているイベント「お台場冒険王ファイナル」のイメージキャラクターに選ばれ、期間中（7月19日 - 8月31日）の土曜、日曜中心に17人全員で特設会場「冒険ランド」内にある「冒険王スタジアム」でライブを行った。
このライブは期間中、休止したレギュラー放送に代わる番組収録も兼ねておりこの模様は、翌週の土曜、日曜にフジテレビ721・CSHDで夕方に放送され、フジテレビ On Demandでも同時間から配信開始された。全14回。

## いつの間にテレビ
2011年6月21日から2012年6月20日まで。ニンテンドー3DSのいつの間にテレビ向けの新作映像を、毎日2-3分程度に分割編集して配信された。
- 3D大相撲リーグ - 2011年12月18日まで。メンバー総当たりのリーグ戦が行われ、2012年1月18日から2月11日まで白星数上位9名による優勝決定戦（巴戦の勝ち抜けを2回戦行う）が行われた。途中、2011年8月28日から9月10日までは選抜メンバーによる「3D大相撲 グアム場所」が行われた。
- あっち向いてパイ!!! - 2011年12月19日から2012年1月17日まで配信。
- フーセンガム全員ふくらませられるかな? - 2012年2月12日から3月7日まで配信。
- ガンバリング!!!〜恥PK合戦!!!〜 - 2012年3月8日から4月2日、4月20日から5月20日まで配信。
- フーセンガム5期生全員ふくらませられるかな? - 2012年4月3日から4月19日まで配信。
- 水上綱引き3D!!! - 2012年5月21日から6月20日まで配信。

## 映像ソフト

### 月刊アイドリング!!!
2009年4月から2010年3月まで、毎月○月号と称して、通算12号がファンクラブ内で限定発売されたが、要望により、2010年7月号（2010年6月30日発売）から復活した。
内容は、メンバー2人の観光や、物作り体験などの1泊旅行がメインで、月によっては「メンバー自身が考えたプラン」ということもある。同行スタッフ以外に、本人らがカメラを回した映像が使われており、旅館やホテルなどでの食事風景や浴衣（パジャマ）披露、就寝直前のガールズトーク、寝起きのすっぴん（に近い）顔の映像などが盛り込まれている。ただし、入浴時の映像は浴場に入る直前までで、入浴中は音声のみが収録されている。
特典映像は月によって異なり、「特定のメンバー1人へのロングインタビュー」「月替わりコンテンツ（花見・滝修行など）」などが収録される（4月号のみ月替わりコンテンツは無い）。
ジャケットは、メインの旅行企画に登場する2人が顔を寄せ合ったアップの写真が使用され、各月号の背表紙を合わせると、繋がった絵柄として見えるようになっている。また、2人のいずれかのトレーディングカードや、メンバーが旅行中に物作り体験で作った実物（染め物、工芸品など）が抽選でプレゼントされる応募券が封入された。
2009年11月号から2010年3月号までメイン企画はメンバーがチームに別れて対抗する企画にリニューアルされた。特典映像は1人のメンバーによる「ラジオアイドリング!!! ○○の2時間ノンストップでしゃべりング!!!」（○○はメンバー名）と、フォンチーと菊地が自分達でアイドリング!!!を広める企画「チーアミで輪を広げようング!!!」。メンバー2人いずれかのトレーディングカードが特典として封入された。
復活した2010年7月号からメインと特典映像の1つは、「月替わりコンテンツ（花見・滝修行など）」などが収録され、2009年10月からの「○○ラジオアイドリング!!!」（○○はメンバー名）はそのまま継続され、収録中ファン様に生電話したり、「イマつぶ」を使ってファン様も、収録中にリアルタイム参加できる。メンバー2人いずれかのトレーディングカードが特典として封入される。

## ソーシャルゲームとのコラボ
やきゅとも！×アイドリング!!!
2010年10月15日から11月4日の期間限定で、アイドリング!!!メンバー全員がモバゲーで展開中の大人気ソーシャルゲーム「やきゅとも!」と期間限定コラボイベントを展開。

## 他番組・グループとの交流
番組コンセプトやスタッフの関係から、かつてフジテレビが輩出したグループのOGとの交流がある。また、現在活動中の他グループともコラボレーションしCDリリースや、相互番組出演、ライブなどを行っている。
おニャン子クラブ
下記出演の他、楽曲のカバーを行っている。
- アイドリング!!!3時間15分SP「アイドリング課外授業・ようこそ先輩」（国生さゆり・城之内早苗・生稲晃子、2007年1月6日）
- アイドリング!!!バレンタインスペシャル「ようこそ先輩」（国生さゆり、2008年2月14日）

ガチャピン、ムック
「ガチャピン・ムックとアイドリング!!!」名義でコラボレーションCD「ポンキッキメドレー2007」をリリース。ゲスト出演やオープニング曲の共演を行った。なお、1stライブで同曲を歌った際はガチャピン、ムックにスタッフ（佐久間・横田川）がボディーペイント姿で扮した。
- アイドリング!!!（2007年8月29日、9月17日-9月21日）

チェキッ娘
下記出演の他、楽曲のカバーを行い、チェキッ娘の再結成ライブにゲスト出演している。なお、ディレクターの森洋介は、かつてDAIBAッテキ!!のスタッフであった。
- アイドリング!!!「ようこそ先輩!!!」（下川みくに、2008年3月19日）
- アイドリング!!!「DAIBAッテキング!!!」（田中里奈・下川みくに・矢作美樹・新井利佳・上田愛美・藤岡麻美・嶋野蘭・松本江里子・加藤真由、2009年8月10日）

よしもとグラビアエージェンシー
番組出演の他、よしもとプリンセスシアターでのライブイベントなどでも共演（アイドリング!!! (アイドルグループ)参照のこと）
- アイドリング!!!冒険王ング（2008年8月）
- アイドリング!!!「イーソーしりとり」（2008年10月23日）

AKB48（『AKBINGO!』）
Push-1グランプリ共演をきっかけにしたAKBアイドリング!!!としてのコラボレーションを行った。
- アイドリング!!!地上波倍ングスペシャル「イーソーしりとり」（2008年12月27日）
- AKBINGO!「落としちゃやーよ♥ タリナイ48」（日本テレビ、2009年1月7日・14日）
- アイドリング!!!「アイドリング!!! vs AKB48 三番勝負・ガンバリング!!!」（2009年4月10日・14日・16日）
- AKBINGO!「フジテレビの方々に「AKBINGO!」とコールしてもらっちゃおう大作戦」（日本テレビ、2009年4月29日）

キャンパスナイターズ（キャンパスナイトフジ）
かつて総合演出であった塩谷亮や鈴木善貴、ディレクター白川誠が制作。作家は、双方ともに酒井健作が入っている。
- アイドリング!!!「あっち向いてパイ」（岡田佑里恵・気谷ゆみか・杉ありさ・高橋亜由美・瀧口友里奈・中上真亜子・矢敷真帆・矢敷梨紗、2009年12月、2010年3月16・18日）

はんにゃ・フルーツポンチ（『ピラメキーノ』）
相互の番組に出演した。
- ピラメキーノ「ピラメキたいそう」「Onaraはずかしくないよ」（テレビ東京、2010年2月8日 - 12日、2月15日 - 19日）
- ピラメキーノ「辞書めっこ」」（テレビ東京、2010年3月1・2・4・8・17・19・26日）
- アイドリング!!!日記「もしもアイドリング!!!を恋人にするなら?」（2010年2月9日・16日）

でんぱ組.inc
- でんぱの神神（テレ朝動画、BS朝日）-でんぱ組.incと番組ジャックをかけたバトル対決をした回があった。

Doll☆Elements
- NEO fromアイドリング!!!が女性アイドルグループ・Doll☆Elementsと、コラボユニット・どる☆NEOを結成する縁で客演。「あっち向いてパイ」対決を実施したが、NEOが惨敗した[25]。（2014年10月31日・2015年2月10日）

## ファンクラブ
2008年7月発足。呼称は「アイドリング!!!公式ファンクラブ『アイドリング!!!ファン様クラブ』」。会員専用サイトを備え、番組収録に参加していないメンバーの控え室での様子「uRaアイドリング!!!」や新曲のレコーディングやPV撮影のメイキングなどの動画コンテンツ、時折メンバーやスタッフが書き込むこともある掲示板、番組収録への優先招待、コンサートチケットの先行販売、会員限定イベントの開催、限定グッズ販売などの特典がある。2015年10月31日を以ってサービスを終了した。